# NGC 1398
NGC 1398 (również PGC 13434) – galaktyka spiralna z poprzeczką (SBab), znajdująca się w gwiazdozbiorze Pieca. Została odkryta 9 października 1861 roku przez Wilhelma Templa. Niezależnie odkrył ją August Winnecke 17 grudnia 1868 roku. Galaktyka ta należy do gromady w Erydanie.
W galaktyce tej zaobserwowano supernową SN 1996N.

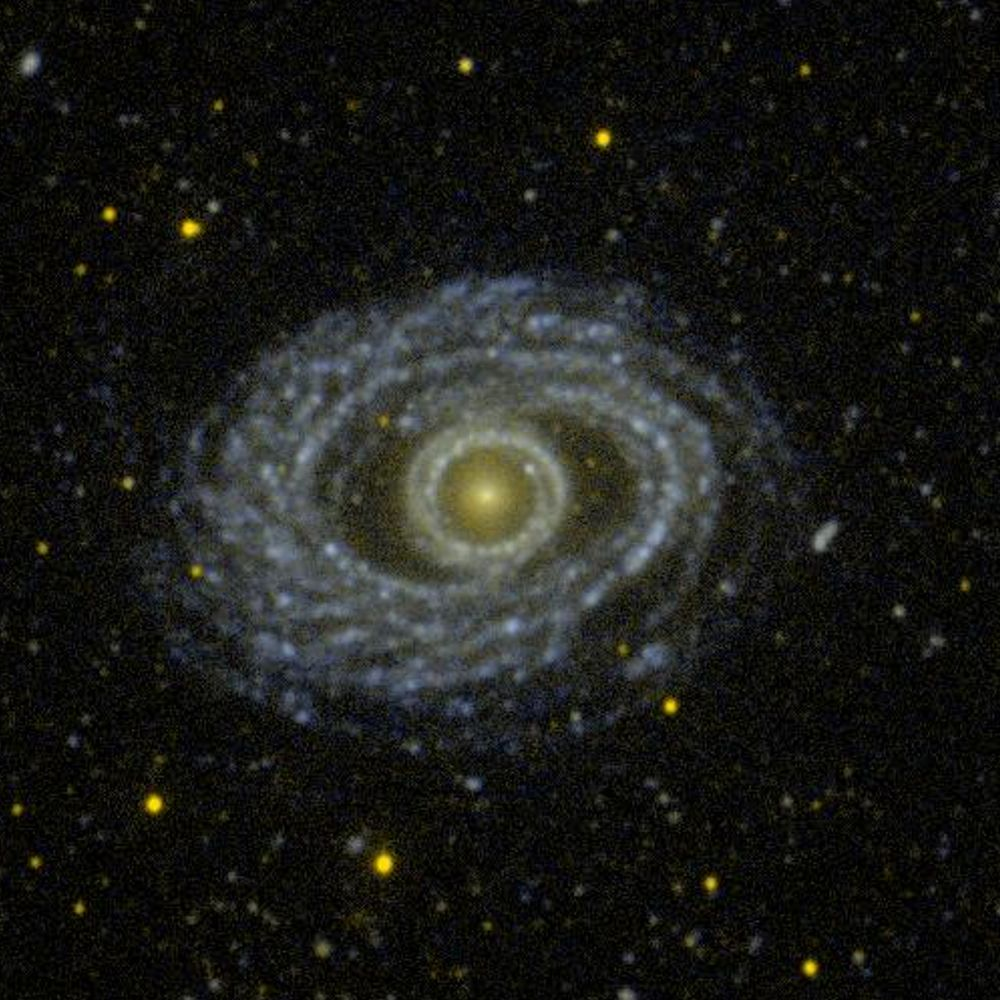
Zdjęcie w ultrafiolecie z sondy GALEX